# Sept nouvelles merveilles de la nature
Pour les articles homonymes, voir Merveilles du monde.
 (juin 2024).
Si vous disposez d'ouvrages ou d'articles de référence ou si vous connaissez des sites web de qualité traitant du thème abordé ici, merci de compléter l'article en donnant les références utiles à sa vérifiabilité et en les liant à la section « Notes et références ».
Les sept nouvelles merveilles de la nature est  une liste de phénomènes naturels remarquables établie en référence à la liste des Sept Merveilles du monde.  
Cette liste est une initiative de la fondation suisse  New Seven Wonders Foundation. Elle a organisé une élection, similaire à celle des sept nouvelles merveilles du monde de  2007, qui a permis de nommer, le 11 novembre 2011, à Zurich, les sept nouvelles merveilles de la nature.

## Liste
| Image | Nom                                                           | Emplacement                                                                       |
| ----- | ------------------------------------------------------------- | --------------------------------------------------------------------------------- |
|       | L'Amazonie                                                    | Brésil, Bolivie, Pérou, Colombie, Équateur, Venezuela, Guyana, Suriname et Guyane |
|       | La baie de Hạ Long                                            | Viêt Nam                                                                          |
|       | Les chutes d'Iguazú                                           | Brésil et Argentine                                                               |
|       | L'île de Jeju                                                 | Corée du Sud                                                                      |
|       | L'île de Komodo                                               | Indonésie                                                                         |
|       | La montagne de la Table                                       | Afrique du Sud                                                                    |
|       | Le parc national de la rivière souterraine de Puerto Princesa | Philippines                                                                       |

#### Autres sites finalistes
- Bu Tinah
- Grotte de Jeita